# Пэйнтсил, Джозеф
Джозеф Пэйнтсил (англ. Joseph Paintsil; родился 1 февраля 1998 года в Аккра, Гана) — футболист, полузащитник клуба «Лос-Анджелес Гэлакси» и сборной Ганы.

## Клубная карьера
Пэйнтсил — воспитанник клуба «Тима Ютх». В своём дебютном сезоне он забил 10 мячей в 22 матчах, чем привлёк внимание европейских клубов. Летом 2017 года Пэйнтсил подписал контракт с венгерским «Ференцварошом». 9 сентября в матче против «Вашаша» он дебютировал в чемпионате Венгрии. В этом же поединке Джозеф забил свой первый гол за «Ференцварош». По итогам сезона он забил 10 мячей в 25 играх. Летом 2018 года Пэйнтсил перешёл в бельгийский «Генк». В матче против «Шарлеруа» он дебютировал в Жюпие лиге. 7 октября в поединке против «Гента» Джозеф сделал «дубль», забив свои первые голы за «Генк». В матчах Лиги Европы против шведского «Мальмё» и норвежского «Сарпсборг 08» он отметился забитыми мячами.

## Международная карьера
25 мая 2017 года в товарищеском матче против сборной Бенина Пэйнтсил дебютировал за сборную Ганы.

## Достижения
«Генк»
- Чемпион Бельгии: 2018/19

Лос-Анджелес Гэлакси
- Обладатель Кубка MLS: 2024
- Победитель Западной конференции MLS: 2024